# Myrmarachne lugubris
Myrmarachne lugubris este o specie de păianjeni din genul Myrmarachne, familia Salticidae. A fost descrisă pentru prima dată de Kulczynski, 1895. Conform Catalogue of Life specia Myrmarachne lugubris nu are subspecii cunoscute.